# Jack Lambert
Jack Lambert (29 de dezembro de 1899 – 13 de março de 1976) foi um ator britânico de cinema e televisão, ativo entre as décadas de 1930 e 1970.

## Filmografia selecionada
- A Honeymoon Adventure (1931)
- Red Ensign (1934)
- The Ghost Goes West (1935)
- House Broken (1936)
- On the Fiddle (1961)
- Bomb in the High Street (1961)
- Dracula: Prince of Darkness (1966)
- They Came From Beyond Space (1967)
- Cuckoo Patrol (1967)
- Kidnapped (1971)